# Snees
De snees in omgeving van Schagen is een Oudnederlandse oppervlaktemaat. Eén snees is 232 m². De snees houdt rekening met een beteelbare oppervlakte van 200 m², waar de paden bij op worden geteld.
In het Bargoens heeft snees de betekenis van heler, iemand die gestolen waar opkoopt (en doorverkoopt).
In sommige gewesten betekende het woord snees  een twintigtal of een stok waaraan vlees wordt opgehangen.